# Szelewo
Szelewo (kaszb. Żelewò, niem. Schelow) – wieś sołecka w Polsce położona w województwie pomorskim, w powiecie słupskim, w gminie Główczyce.
W latach 1975–1998 miejscowość administracyjnie należała do województwa słupskiego.

## Nazwa
Nazwa ma pochodzenie słowiańskie i charakter dzierżawczy. Powstała przez dodanie do nazwy osobowej *Żel (Żelistryj) formantu -ewo. Niemiecka nazwa Schelow jest adaptacją fonetyczną pierwotnej nazwy słowiańskiej. Polska nazwa Szelewo w miejsce oczekiwanej *Żelewo jest adaptacją fonetyczną nazwy niemieckiej.
Rada Języka Kaszubskiego proponuje kaszubską formę nazwy Szelewò.